# Vaveliksia
Vaveliksia é um gênero de esponjas que viveram durante o período Ediacarano.

## Descrição
Foram encontrados fósseis de Vaveliksia no Mar Branco, na Ucrânia e na Austrália. É suposto que o animal possuía de 20 até 30mm de comprimento.